# Ash Ketchum
Ash Ketchum (japonsky Satoši) je fiktivní postava ze seriálu Pokémon.
Je trenérem pokémonů narozený v Oblázkovém městě (Pallet Town). V deseti letech se vydal na svou pokémoní cestu s cílem stát se nejlepším mistrem pokémonů všech dob. Jako svého prvního pokémona si chtěl v laboratoři profesora Oaka zvolit Squirtlea. Ten ale už nebyl stejně tak i Bulbasaur a Charmander a jediný pokémon, co v laboratoři zbyl, byl Pikachu. Zprvu si nerozuměli, ale brzy se z nich stali nejlepší přátelé.
Během své cesty si Ash našel poměrně dost přátel. Na jeho prvních cestách po Kantu to byli:
- Misty - trenérka stadionu v Blankytném Městě, která se specializuje na vodní pokémony
- Brock - trenér stadionu v Cínovém Městě, specializující se na kamenné typy pokémonů

Během dalších sérií přibyl i Tracey
V dalších cestách po Hoennu Misty a Tracey zmizeli a přibyli:
- May - začínající trenérka pokémonů
- Max - mladší bratr May, který je ještě moc mladý na to, aby chytal pokémony, ale cestuje s Ashem a spol.

V dalších sériích se k Ashovi a Brockovi připojila i začínající koordinátorka Dawn.
V nejnovějších sériích cestuje Ash po Unově spolu s Iris a Cilanem.
Během svých cest pochytal Ash už poměrně dost pokémonů. Tady někteří z nich jsou:
Kanto a Pomerančové ostrovy
- Butterfree
- Bulbasaur
- Charizard
- Squirtle
- Kingler
- Snorlax
- Lapras
- Primeape
- Tauros
- Muk

Johto
- Heracross
- Noctowl (Shiny)
- Bayleef
- Cyndaquil
- Totodile
- Phanpy

Hoenn
- Swellow
- Treecko - Sceptile
- Corphish
- Torkoal
- Glalie

Sinnoh
- Starly - Staraptor
- Turtwig - Torterra
- Chimchar - Infernape
- Buizel
- Gligar - Gliscor
- Gible

Unova
- Pidove - Tranquill
- Oshawott
- Tepig
- Snivy
- Scraggy
- Sewaddle - Swadloon
- Palpitoad
- Roggenrola